# Henri Atkinson
 (octobre 2017).
Si vous disposez d'ouvrages ou d'articles de référence ou si vous connaissez des sites web de qualité traitant du thème abordé ici, merci de compléter l'article en donnant les références utiles à sa vérifiabilité et en les liant à la section « Notes et références ».
Pour les articles homonymes, voir Atkinson.
Henry Atkinson, né le 28 juin 1781 à Bavington (Northumberland, Royaume-Uni), et mort en 1829, est un mathématicien et astronome britannique.
Fils de Cuthbert Atkinson, professeur de sciences, il officie lui-même en tant que professeur de sciences à l'école de Bavington, dès 1794, alors qu'il n'a que 13 ans. Par la suite, il a également enseigné dans les écoles des villages voisins, parmi lesquels Belsay, Woodburn et Stamfordham. En novembre 1808, Henry Atkinson déménage à Newcastle, où il asseoit sa réputation d'expert.